# Serieåret 1992

## Händelser

### Okänt datum
- I Sverige läggs serietidningen Pellefant ner.[1]
- I Sverige läggs serietidningen Usagi Yojimbo ner.[2]
- Sailor Moon gör debut som mangafigur som senare blir anime.

## Pristagare
- 91:an-stipendiet: Jonas Darnell
- Adamsonstatyetten: Bill Sienkiewicz, Joakim Lindengren
- Galagos Fula Hund: David Nessle
- Guld-Adamson: Stan Lee
- Urhunden för svenskt album: "Arne Anka Del II" av Charlie Christensen
- Urhunden för översatt album: "Watchmen" av Alan Moore och Dave Gibbons (USA)

## Utgivning
- Serietidningen Cobra 1-7/1992 innehåller serierna Cobra, Crying Freeman och Pineapple Army.
- Serietidningen Samurai 1-12/1992 innehåller serierna Ensamvargen, Kamui och pseudomangan Usagi Yojimbo.
- Usagi Yojimbo 1-6/1992 innehåller serierna Usagi Yojimbo och Nilson Groundthumper.

### Album
- Bert - Charmör på danshumör[3]
- Bokalbumet Klas Katt och Olle Ångest ges ut i Sverige.
- Bröderna Dalton tappar minnet (Lucky Luke)[4]
- Det sjungande sjöodjuret (Agent Annorlunda) - Måns Gahrton och Johan Unenge[5]
- Spökdiligensen (Lucky Luke)[4]
- Teenage Mutant Hero Turtles Special 1-3[6]

## Avlidna
- 11 maj - Einar Lagerwall, 70, svensk illustratör med huvudfokus på serieteckning.
- 30 juli - Joe Shuster, 78, skapare av serien Stålmannen.

### Fotnoter
1. ↑  Swecomics
2. ↑  Seriesamlarna
3. ↑  ”Seriesamlarna”. Arkiverad från originalet den 20 maj 2011. https://web.archive.org/web/20110520024942/http://www.seriesam.com/cgi-bin/guide?s=BERTS+DAGBOK+(1992). Läst 11 mars 2011.
4. 1 2  ”Lucky Luke på svenska”. Arkiverad från originalet den 11 november 2014. https://web.archive.org/web/20141111004811/http://www.visit.se/~dampgrodan/album_kronolog.html. Läst 12 mars 2011.
5. ↑  ”Seriesamlarna”. http://www.seriesam.com/cgi-bin/guide?s=ETT+FALL+F%D6R+AGENT+ANNORLUNDA+(1986). Läst 12 mars 2011.
6. ↑  ”Seriesamlarna”. http://www.seriesam.com/cgi-bin/guide?s=TEENAGE+MUTANT+HERO+TURTLES+SPECIAL+(1991). Läst 12 mars 2011.